# Luke Steele
Luke Steele (nacido Luke James Steele, el 13 de diciembre de 1979 en Auckland), es el vocalista y principal compositor del grupo de rock alternativo, The Sleepy Jackson. Steele es también miembro del dúo pop psicodélico Empire of the Sun.

## Familia
Steele proviene de una familia de músicos. Su hermana, Katy, es la vocalista del grupo indie rock, Little Birdy, y su hermano Jake, que fue originalmente miembro de The Sleepy Jackson, toca ahora el teclado en otro grupo de Perth, Injured Ninja. Su otro hermano, Jesse, se unió a  The Sleepy Jackson en 2008.
En 2006 Steele se comprometió con la editora, Jodi (a.k.a. "Snappy Dolphin"), quien se unió también a The Sleepy Jackson durante la gira nacional de 2008. En octubre de 2008,  la pareja tuvo su primer hijo, una niña llamada Sunny Tiger.

## Influencias
Steele declara que sus influencias musicales le vienen de Elliott Smith, Paul McCartney, John Lennon, Brian Wilson, Carole King, James Taylor, The Four Freshmen, y Cole Porter.

## Colaboraciones
Luke ha colaborado en numerosos proyectos con otras bandas. Su primera colaboración notable fue con el grupo Nations By The River que formó junto con Ohad Rein (Old Man River), Edo Kahn and Dove Kahn (ambos de Gelbison) durante la gira Gelbison/Sleepy Jackson en 2003. Publicaron el álbum, Holes In The Valley, en junio de 2004 (EMI). 
Mientras en New York en 2006, Steele participó en el tema, "I'm Moving On," para el álbum de Yōko Ono Yes, I'm a Witch.
El padre de Steele, Rick, es también músico y ambos colaboraron en un álbum publicado en febrero de 2008 titulado Through My Eyes.
En 2008, Steele y Pnau's Nick Littlemore trabajaron en un proyecto paralelo, Empire of the Sun, publicando el sencillo "Walking on a Dream" - como adelanto de su álbum de igual título, Walking on a Dream.  Steele también canta en el tema de Pnau 'With You Forever', de su tercer álbum 'PNAU'. Steele también pasó tiempo en 2008 grabando con  Daniel Johns de Silverchair.  A pesar de que, por el momento no está previsto la publicación de estas grabaciones, ha sido reveledo que esta colaboración aparecerá bajo el nombre: 'Hathaway/Palmer' (as reported by Silverchair's official website).
En agosto de 2008, Steele se embarcó en su primera gira en solitario, interpretando con una guitarra acústica, canciones de los dos álbumes de The Sleepy Jackson Lovers and Personality - One Was a Spider, One Was a Bird, así que una selección de nuevas canciones de sus nuevos proyectos.
En 2011, coprodujo y compuso la canción "Rather Die Young" para la cantante estadounidense Beyoncé incluido en el álbum "4". En 2012 colaboró en el álbum de Usher, Looking 4 Myself en las pistas "Looking 4 Myself" (como vocalista) y "Say The Words" (como productor).